# 高尔基电影制片厂
莫·高尔基儿童与青年电影制片厂（俄语：Киностудия имени М. Горького）是苏联历史悠久的电影制片厂。“莫·高尔基”（М. Горького）是马克西姆·高尔基的名字缩写，用以纪念这位苏联作家。

## 历史
1915年，科斯特罗马商人Mikhail Semenovich Trofimov在莫斯科创建了罗斯电影工作室（Киноателье «Русь»）。
1924年拍摄了苏联第一部科幻电影《火星王后》，1931年拍摄了苏联第一部有声电影《生命之路》，1935年拍摄了苏联第一部彩色电影Grunya Kurnakova，1936年成为全世界第一座儿童电影制片厂。苏德战争时期，疏散到杜尚别合并入塔吉克电影制片厂，战后迁回。1948年以马克西姆高尔基命名。